# Józef Elsner
Józef Elsner, Joseph Xaver Elsner (polska Józef Ksawery Elsner), född 1 juni 1769 i Grodków nära Wrocław, död 18 april 1854, var en polsk kompositör. 
Han skrev bland annat 32 operor samt symfonier och kammarmusik.
Han var ansvarig för Chopins musikutbildning, efter dennes fader.

## Verk
- 32 operor
- 8 symfonier
- Polonäs för orkester
- 1 septett
- 1 stråkkvintett
- 11 stråkkvartetter
- 2 pianokvartetter
- Pianosonat
- 1 passionsoratorium
- Mässa
- Requiem (Rekviem)